# 권층운

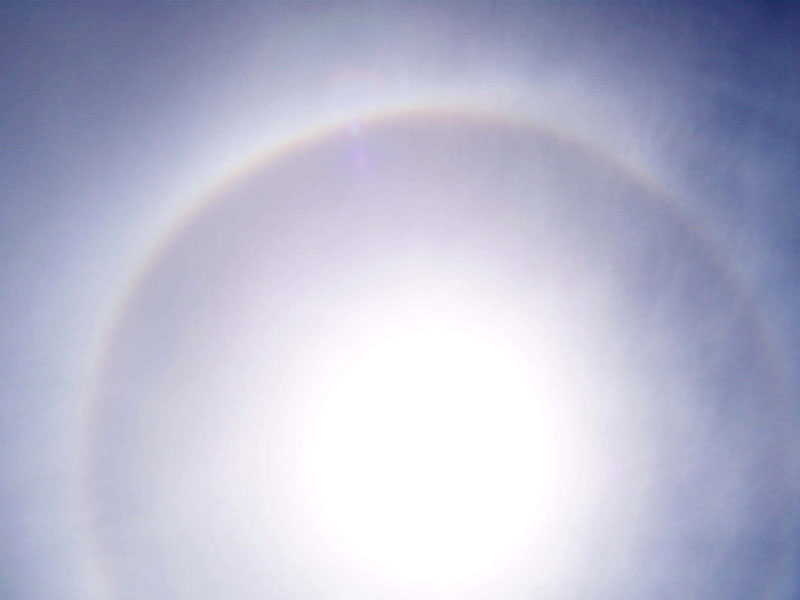
권층운은 햇무리를 발생시킨다.

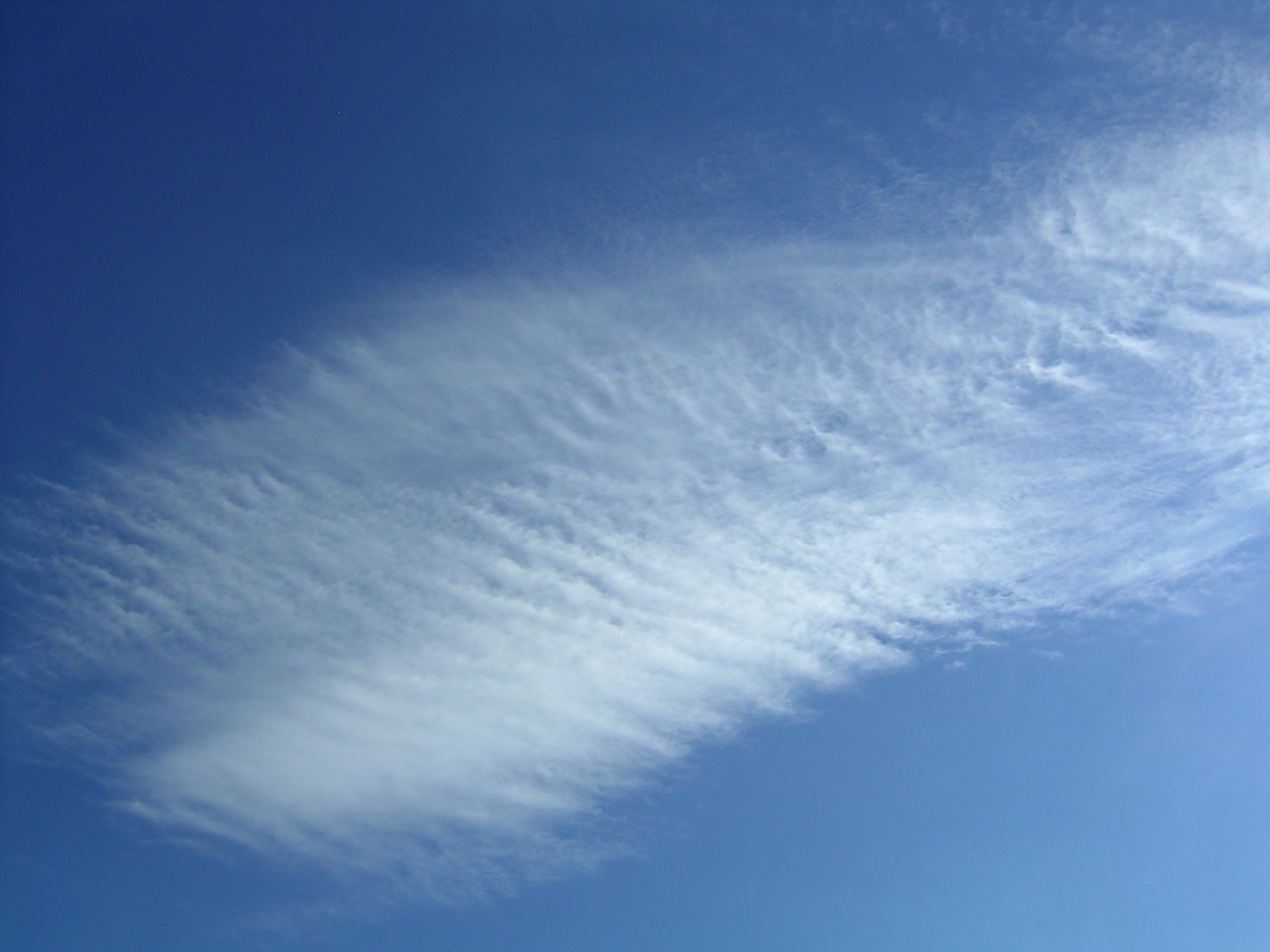
물결모양의 권층운

권층운(卷層雲)은 권운과 층운에서 파생된 상층운으로 털층구름, 면사포구름, 무리구름이라고도 한다.
보통 5 ~ 13km의 고도에서 나타나고 구름 입자는 빙정으로 이루어져 있다. 햇무리나 달무리를 나타내는 것이 특징이며 초기에 권운이 나타나고 난 6시간 후에 흔히 나타나는 구름이다. 엷은 베일처럼 하늘을 뒤덮고, 구름 속에 줄무늬가 보일 때도 있다. 아침 노을이나 저녁 노을로 황색이나 적색을 띤다. 주로 온난전선의 전면에 나타나 다음 날에는 비가 올 징조일 경우가 많다. 그리고 두꺼운 권층운의 경우에는 엷은 고층운과 비슷한 형태를 띠고 있지만 고층운이 약간 진한 색깔을 띄는 일이 많다.

## 같이 보기
- 층운
- 고층운
- 난층운